# Trend Micro

Trend Micro Inc. (トレンドマイクロ株式会社, Torendo Maikuro Kabushiki-Gaisha) är ett amerikanskt-japanskt multinationellt cybersäkerhetsföretag med globalt huvudkontor i Tokyo, Japan och Irving, Texas, USA, med regionkontor och forsknings- och utvecklingscenter i Asien, Europa och Nordamerika. Företaget utvecklar säkerhetsmjukvara för företag, till servrar, containrar och molnmiljöer. Företagets säkerhetsprodukter för moln- och virtuella miljöer tillhandahåller automatiserad säkerhet för kunder till VMware, Amazon AWS, Microsoft Azure, och Google Cloud Platform. 
Eva Chen, är medgrundare och Trend Micros nuvarande verkställande direktör, en tjänst som hon har haft sedan 2005. Hon efterträdde grundaren och VD:n Steve Chang, som nu är ordförande.

## Historia
Företaget grundades 1988 i Los Angeles av Steve Chang, hans fru, Jenny Chang, och hennes syster, Eva Chen (陳怡樺). Trend Micro grundades med intäkter från Steve Changs tidigare försäljning av en dongel för kopieringsskydd till USA-baserade Rainbow Technologies. Strax efter att företaget grundades flyttade dess grundare sitt huvudkontor till Taipei.
Trend Micro noterades på Tokyobörsen 1998 under kortnamnet (ticker) 4704.  Företaget började handlas på amerikanska NASDAQ-börsen i juli 1999.

### 2000-talet
År 2004 beslutade den grundande verkställande direktören Steve Chang att dela upp ansvaret för VD:n och styrelseordföranden för företaget. Företagets grundare Eva Chen efterträdde Steve Chang som verkställande direktör för Trend Micro.